# Les demoiselles d'honneur s'en mêlent
Les demoiselles d'honneur s'en mêlent (Revenge of the Bridesmaids) est un téléfilm américain réalisé par James Hayman et diffusé le 18 juillet 2010 sur ABC Family.

## Synopsis
Abigail et Parker retournent à Lambert en Louisiane, leur ville d'origine, pour fêter le 30e anniversaire de mariage des parents de Parker; c'est à ce moment qu'elle tombe sur Caitlyn, leur "amie enfance" qui leur annonce qu'elle va se marier, avec Tony qui n'est d'autre que l'ex petit ami de Rachel, l'amie d'enfance de Abigail et Parker. 
Abigail et Parker découvrent qu'il s'agit d'un mariage d’intérêt, à cause de la mère de Catlyn, Olivia qui a dilapidé la fortune familiale, elles décident donc de saboter le mariage en s'infiltrant en tant que demoiselles d'honneur, mais la tâche va s'avérer être plus difficile que prévu.

## Fiche technique
- Titre original : Revenge of the Bridesmaids
- Réalisation : James Hayman
- Scénario : David Kendall (en)
- Photographie : Neil Roach
- Musique : Danny Lux
- Durée : 90 minutes
- Pays : États-Unis

## Distribution
- Raven-Symoné (VF : Barbara Tissier) : Abigail Scanlon
- Joanna García (VF : Nathalie Homs) : Parker Wald
- Chryssie Whitehead (VF : Flora Kaprielian) : Rachel Phipps
- Virginia Williams (VF : Rafaèle Moutier) : Caitlyn McNabb
- Lyle Brocato : Tony Penning
- David Clayton Rogers (VF : Pierre Tessier) : Henry Kent, lieutenant
- Beth Broderick (VF : Blanche Ravalec) : Olivia McNabb
- Brittany Ishibashi : Bitsy
- Ann Mckenzie : Charlotte Willington
- Angelena Swords : Ashlie
- Lacey Minchew : Ashley
- Richard Holden : Blutman
- Maureen Brennan : Penny Wald
- Gary Grubbs : Lou Wald
- Kaysia Stove : Abigail enfant
- Evelyn Boyle : Parker enfant
- Natalia Tooraen : Rachel enfant
- Audrey Scott : Caitlyn enfant
- Carl Walker : Glen Woodward, journaliste
- Billy Slaughter (en) : Gary
- Yohance Myles : Kelton
- Donna Duplantier : la réceptionniste
- Jesse Moore : Docteur Peris
- Kenneth Brown Jr : Doug
- Victor Palacios : Javier
- Marcus Lyle Brown : Ramirez, Lieutenant
- Jaqueline Fleming : l'infirmière

 Source et légende : version française (VF) sur RS Doublage

## Accueil
Le téléfilm a été vu par 2,546 millions de téléspectateurs lors de sa première diffusion.